# Franz Wilhelm Caspar von Hillesheim

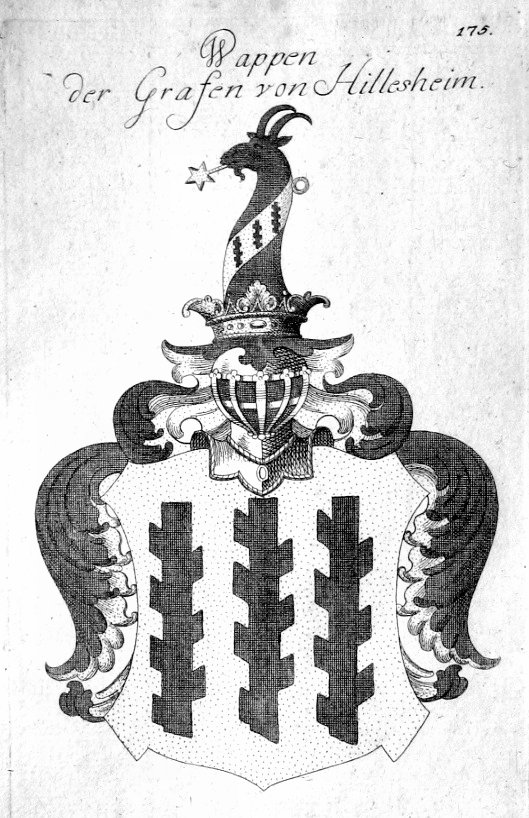
Wappen der Grafen von Hillesheim

Franz Wilhelm Caspar von Hillesheim (* 12. Mai 1673, Sinzig, Schloss Ahrenthal; † 11. Oktober 1748 in Mannheim) war ein Reichsgraf aus dem Adelsgeschlecht derer von Hillesheim, kurpfälzischer Regierungspräsident und Minister.

## Biografie
Er war der Sohn von Freiherr Franz Dietrich von Hillesheim (1641–1681), pfalz-neuburgischer Rat und Obersthofmeister der in Sinzig lebenden, verwitweten Pfalzgräfin Maria Franziska, sowie dessen Gattin Anna Maria Ursula von Hillesheim geb. von Cortenbach († 1713).
Franz Wilhelm Caspar von Hillesheim kam 1696 in die Hofkammer zu Düsseldorf, 1697 ernannte ihn Kurfürst Johann Wilhelm zum Kammerherrn, 1702 zum Geheimen Rat, ab 1703 wirkte er als Amtmann von Porz und Breisig. Am 9. April 1712 erhob man ihn in den Reichsgrafenstand. Von seinem Vater hatte er Herrschaft und Schloss Ahrenthal, ebenso das Dorf Franken geerbt. Schloss Ahrenthal ließ Graf von Hillesheim nach Plänen von Johann Adam Breunig neu erbauen. 1722 erwarb er einen Teil der Herrschaft Reipoltskirchen in der Pfalz, 1730 noch einen weiteren Anteil. Seither nannte er sich Graf von Hillesheim, Freiherr von Reipoltskirchen und Herr von Ahrenthal. 1737 kam die Herrschaft Kalenborn (bei Altenahr) hinzu.
Am 24. November 1723 hatte Franz Wilhelm Caspar von Hillesheim die Gräfin Maria Catherina Elisabeth von Hatzfeld, Tochter des Grafen Sebastian von Hatzfeld-Gleichen-Rosenberg geheiratet. Sie stammte von Schloss Crottorf.
Seit 1716 amtierte Graf von Hillesheim in Mannheim als Oberpräsident sämtlicher kurpfälzischer Gerichtshöfe und war kaiserlicher Wirklicher Geheimer Rat. Ab 1706 bis zu seinem Tode wirkte er als Präsident der Geheimen Staatskonferenz (Regierungspräsident), von 1726 bis 1743 bekleidete er überdies das Amt eines kurpfälzischen Konferenzial- und Staatsministers. Er hielt sich mit seiner Familie überwiegend in Mannheim auf und besaß dort seit 1737 das nach ihm benannte Palais Hillesheim, am Marktplatz. Am 24. Juni 1714 legte von Hillesheim, in Vertretung des Pfälzer Kurfürsten, den Grundstein zum Bürgerhospital und zur St.-Anna-Kirche Kirche Heidelberg.
Franz Wilhelm Caspar von Hillesheim war seit 1708 Ritter, später Kommandeur des St.-Hubertus-Ordens, zeitweise fungierte er auch als dessen Kanzler. In Franken (Sinzig) ließen Graf und Gräfin von Hillesheim die katholische Pfarrkirche und das Pfarrhaus erneuern. Nach dem Tode ihres Mannes lebte Maria Catherina Elisabeth von Hillesheim geb. von Hatzfeld weiterhin in Mannheim. Sie überlebte ihren Gatten um 25 Jahre.

## Nachkommen

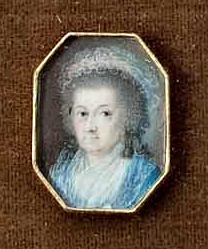
Die Tochter Anna Elisabeth von Spee geb. von Hillesheim (1725–1798)

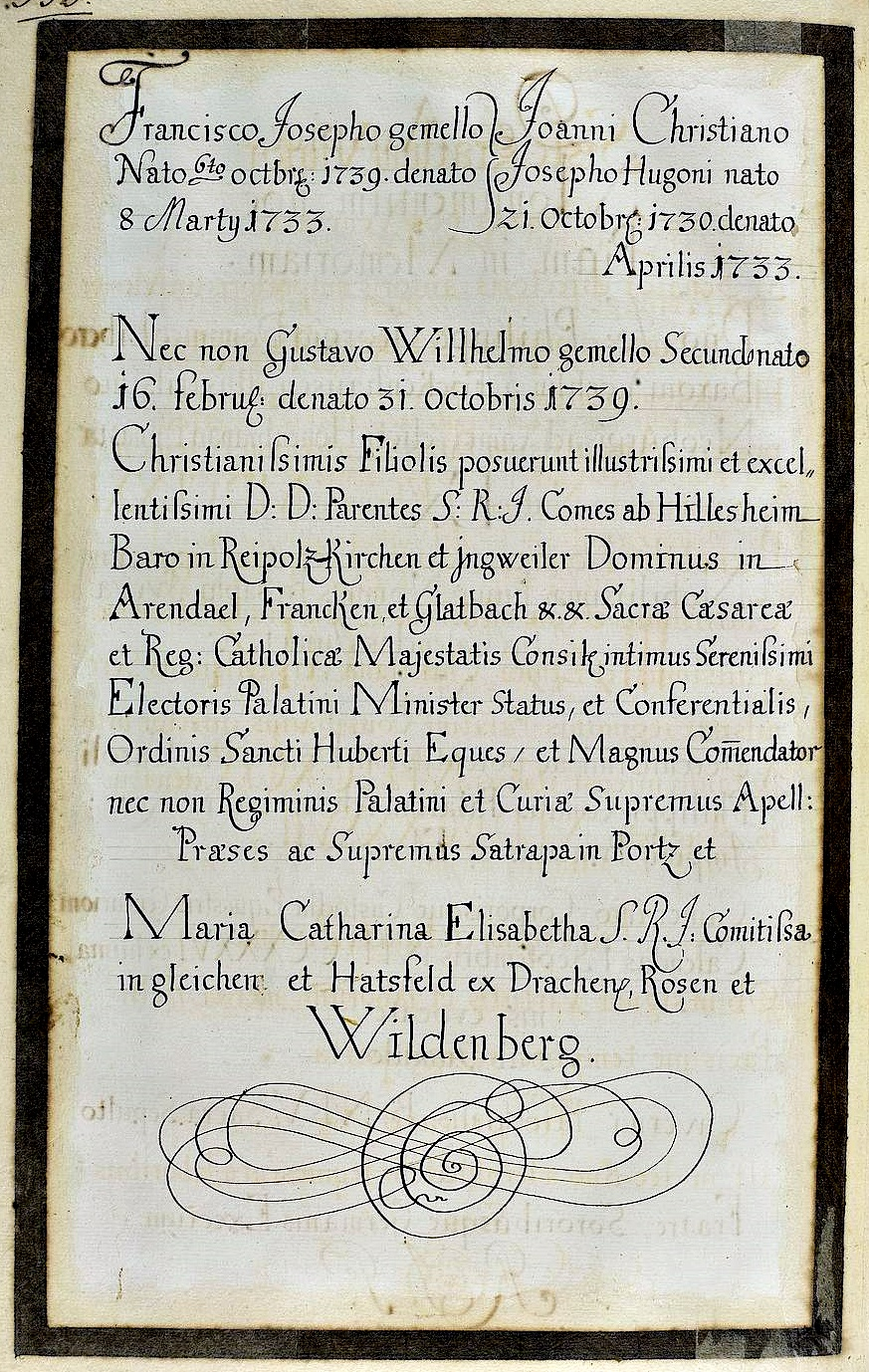
Epitaphinschrift aus dem Thesaurus Palatinus

Das Ehepaar hatte vier Kinder die das Erwachsenenalter erreichten:
- Carl Caspar Anton Hugo Franz (1726–1779), katholischer Priester, Domherr in Trier.[7]
- Ernst Wilhelm Gottfried (1732–1785),[8] kurpfälzischer Geheimer Rat und Kammerherr.[9] Mit ihm erlosch das Adelsgeschlecht von Hillesheim im Mannesstamm.
- Charlotte Elisabeth Regina (1728–1807), ledige Stiftsdame in Vilich, starb als letzte ihres Geschlechtes in Mannheim.[10]
- Anna Elisabeth Augusta (1725–1798), verheiratet mit dem jülich-bergischen Hofkammervizepräsidenten Reichsgraf Ambrosius Franziskus von Spee (1730–1791).[11] Beide waren die Ur-Urgroßeltern des in der neueren deutschen Geschichte bekannt gewordenen Admirals Graf Maximilian von Spee, der 1914 mit seinen beiden Söhnen im Seegefecht bei den Falklandinseln umkam. Über jene Verbindung gelangte der Besitz der Grafen von Hillesheim an die Grafen von Spee, welche ihn zum Teil noch heute besitzen (z. B. Schloss Ahrenthal).

Die früh verstorbenen Söhne Franz Joseph (1727–1733), Gustav Wilhelm (1727–1739) und Johann Christian (1730–1735) sind in der Mannheimer Pfarrkirche St. Sebastian beigesetzt. Dort existierte für sie ein nicht mehr erhaltenes Epitaph, dessen Inschrift im Thesaurus Palatinus des Landeshistorikers Johann Franz Capellini von Wickenburg überliefert wird.